# Aedes segermanae
Aedes segermanae är en tvåvingeart som beskrevs av Huang 1997. Aedes segermanae ingår i släktet Aedes och familjen stickmyggor. Inga underarter finns listade i Catalogue of Life.